# After Louie
After Louie es una película estadounidense de 2017 escrita por Vincent Gagliostro y Anthony Johnston, dirigida por Gagliostro y protagonizada por Alan Cumming y Zachary Booth. El filme tuvo su estreno mundial en el BFI Flare: Festival de Cine LGBTIQ+ de Londres. En general bien recibida por la crítica especializada, After Louie cosechó premios y nominaciones en diferentes festivales de cine.

## Sinopsis
Sam (Alan Cumming), un artista neoyorquino y exactivista contra el VIH, atraviesa una etapa de desencanto con el mundo que lo rodea. Mientras trabaja en un proyecto cinematográfico inspirado en la pérdida de un amigo a causa de la enfermedad, se ve obligado a enfrentar las heridas del pasado. En medio de este proceso, entabla una relación con Braeden (Zachary Booth), un joven que representa a una generación distante de las luchas que Sam vivió. Aunque al principio lo juzga por su aparente despreocupación, Sam poco a poco descubre que la vida gay actual tiene matices que él aún no comprende completamente.

## Reparto

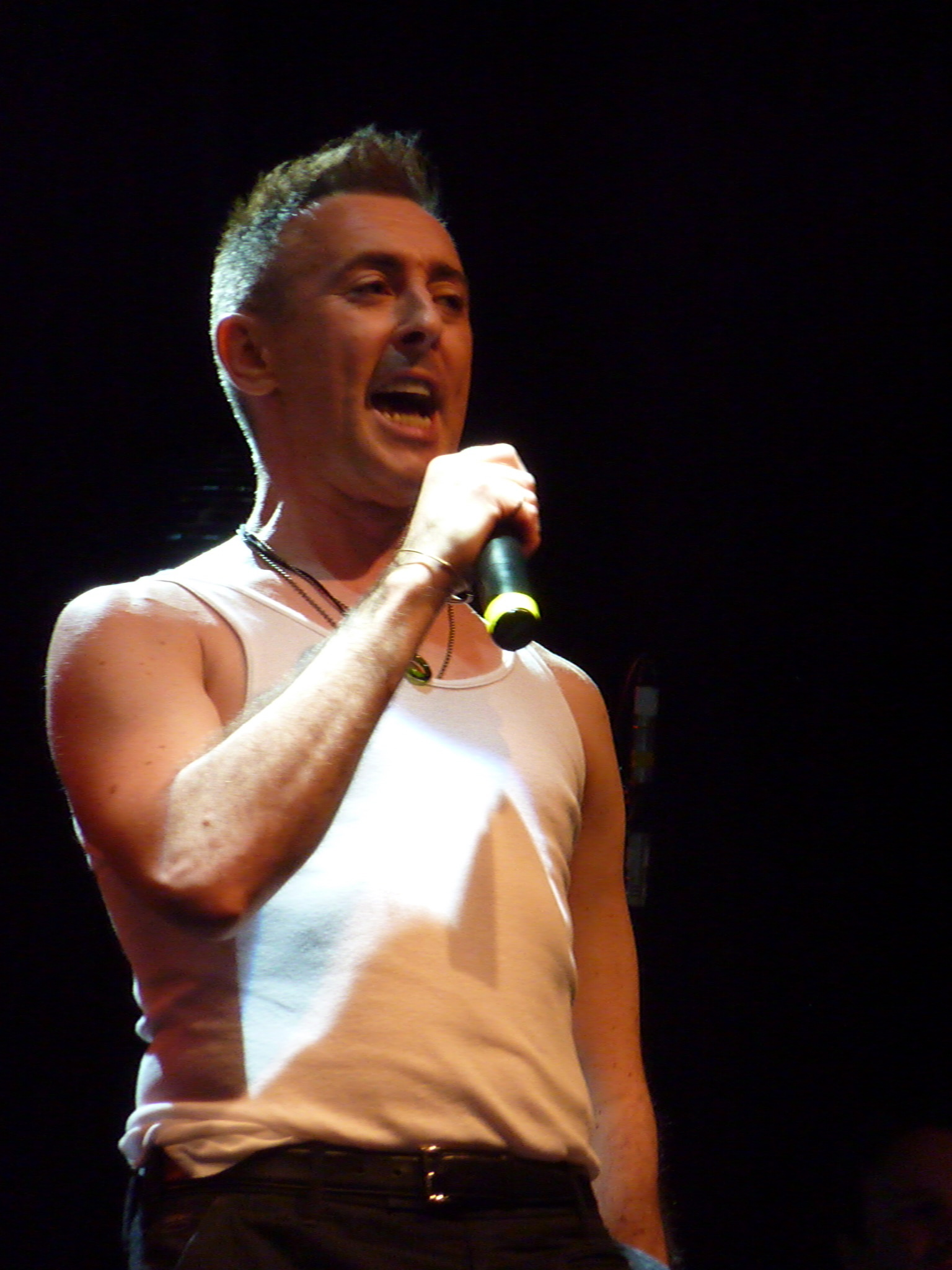
El actor británico Alan Cumming interpreta uno de los papeles principales en After Louie.

- Alan Cumming es Sam Cooper
- Zachary Booth es Braeden Devries
- Sarita Choudhury es Maggie
- Patrick Breen es Jeffrey
- Wilson Cruz es Mateo
- David Drake es William Wilson
- Anthony Johnston es Lukas
- Justin Vivian Bond es Rhona
- Everett Quinton es Julian
- Lucas Caleb Rooney es Mark
- John Thomas Waite es Patrick
- Joey Arias es Jai

Fuente:

## Estreno
En marzo de 2018, se anunció que Freestyle Digital Media había adquirido los derechos de la película, que se estrenó el 30 del mismo mes.

## Recepción
After Louie tiene una puntuación del 75% en el portal especializado Rotten Tomatoes, basada en doce críticas.
Ken Jaworowski, del diario The New York Times hizo una reseña positiva de la película al afirmar: «Se agradecería una dirección más sólida, sin duda, pero After Louie tiene una honestidad que a menudo es igual de valiosa». David Rooney, de The Hollywood Reporter, se mostró más crítico con el filme: «Aunque tiene buenas intenciones —quizás en exceso— y está impulsada por profundas convicciones, la película también resulta dispersa, con un ritmo lento y una falta de contundencia temática. Construye momentos individuales poderosos, pero rara vez logra mantener un hilo narrativo que realmente convenza».
Norman Gidney, de Film Threat, le concedió dos estrellas y escribió: «Aunque la película tiene un ritmo pausado, hay destellos de honestidad y brillantez que hacen que merezca la pena echarle un vistazo». Gray Kramer del portal Gay City News aseguró que el filme «está repleto de mensajes que, aunque importantes, se transmiten de forma didáctica. Al menos, el conmovedor papel de Cumming como Sam ayuda a la película a superar sus momentos difíciles».

## Premios y nominaciones
El filme obtuvo dos nominaciones: a mejor película independiente en el Festival Internacional de Cine de Cleveland y al gran premio del jurado en el Festival de Cine de Nashville. Ganó el premio a mejor película con temática LGBT en el Festival de Cine de Key West y el galardón del jurado a mejor película en el Festival de Cine Bloomington Pride.